# 한국방송광고공사
한국방송광고공사(韓國放送廣告公社, Korea Broadcast Advertising Corporation, KOBACO)는 방송의 공공성 확보와 전파수익의 사회환원이라는 커다란 목표아래 공공에 봉사하는 방송광고 질서를 정립하고, 국민의 건전한 문화생활과 방송문화의 발전에 기여하기 위하여 1981년 1월 20일 설립된 대한민국 문화체육관광부 소관의 특수법인이었다.
한국방송광고공사의 설립 이후 모든 방송광고의 영업은 공사로 이관되었으며, 대한민국의 광고산업에 있어서 구조적인 변화를 가져왔다. 이에 따라 소위 미디어랩법이라 불리는 『방송광고판매대행 등에 관한 법률』에 근거하여 2012년 5월 23일 주식회사인 한국방송광고진흥공사가 설립되면서 폐지되었다.

## 설립 근거
- 한국방송광고공사법[2]

## 주요 업무
한국방송광고공사는 총 41개 매체의 방송광고 영업을 대행하였다.
- 방송광고의 대행판매
- 언론단체 및 언론인지원 등 공익사업
- 방송광고물의 조사 연구, 방송광고 자료 및 정보의 국제교류
- 기타 공사의 목적달성에 필요한 부대사업을 맡고 있다.

“광고산업을 선도하는 공영 미디어렙”이란 비전으로 운영되었다.

### 주요 사업
- 지상파 방송사업자의 방송광고 영업 대행
- 방송발전기금의 징수 및 관리
- 방송광고의 진흥을 위한 조사․연구, 출판사업

## 효과
한국방송광고공사의 설립을 통한 긍정적인 효과는 다음과 같다.
- 대기업의 자본으로부터 방송의 제작과 편성을 보호하고, 과도한 시청률 경쟁으로 인한 방송의 상업성을 배제하여 공공성을 확보할 수 있다.
- 광고 요금을 적정 수준으로 유지하여 기업 활동의 경쟁력을 제고하고, 물가 안정에 기여하여 국민 부담을 경감시켜 주는 기능을 하고 있다.

## 역대 로고

1981년부터 1997년까지 사용된 한국방송광고공사의 로고
1997년부터 2007년까지 사용된 한국방송광고공사의 로고
2007년부터 2012년까지 사용된 한국방송광고공사의 로고

## 공익광고협의회
한국방송광고공사의 산하 기구였던 공익광고협의회는 공익광고(방송 공익광고, 인쇄 공익광고) 제작을 주요 업무로 하였으며 방송 관련 법령에 의거하여 일정 이상의 공익광고가 방송을 통해 편성되었다. 또한 1년간 한국 국내에서 방송되는 공익광고의 주제 선정 및 홍보 대책 수립 및 전략의 모색 등의 자문 역할도 공익광고협의회에서 담당하였다.

## 역대 사장
| 대수 | 이름               | 임기                               | 출신지                    | 출신 학교                          | 비고                                                                            |
| ---- | ------------------ | ---------------------------------- | ------------------------- | ---------------------------------- | ------------------------------------------------------------------------------- |
| 초대 | 홍두표(洪斗杓)     | 1981년 1월 20일 ~ 1986년 8월 29일  | 경기 화성                 | 인천고 - 서울대 사회학과           | 전매청장&한국관광공사 사장&동양방송 사장&KBS 사장                               |
| 2대  | 하순봉(河舜鳳)     | 1986년 8월 29일 ~ 1987년 12월 24일 | 경남 진주                 | 진주고 - 서울대 독어독문학과       | MBC 보도국 정치부장&국무총리비서실장&제11·14·15·16대 국회의원                   |
| 3대  | 남웅종(南雄鐘)     | 1988년 4월 12일 ~ 1993년 3월 11일  | 경북 영덕                 | 단국대 상학과                      | 국군보안사령부 대공처장&한국방송광고공사 감사                                   |
| 4대  | 성낙승(成樂承)     | 1993년 3월 11일 ~ 1996년 3월 10일  | 경남 창녕                 | 고려대 행정학과                    | 아리랑TV 이사장&불교방송 사장&금강대 총장                                       |
| 5대  | 서병호(徐炳浩)     | 1996년 3월 11일 ~ 1998년 4월 12일  | 경남 부산(현 경남과 분리) | 부산고 - 서울대 사회학과           | 공보처 공보정책실장·종합홍보실장&JEI재능방송 부회장                             |
| 6대  | 배기선(裵基善)     | 1998년 4월 13일 ~ 2000년 1월 11일  | 전남 무안                 | 한국방송통신대&국민대 정치외교학과 | 제14·16·17대 국회의원                                                           |
| 7대  | (故)강동연(姜桐連) | 2000년 2월 2일 ~ 2003년 2월 1일    | 전남 나주                 | 고려대 정치외교학과                | 주 일본 삿뽀로총영사관 영사&주 사우디아라비아 공사 2004년 1월 7일 지병으로 별세 |
| 8대  | 김근(金槿)         | 2003년 5월 12일 ~ 2006년 5월 11일  | 전북 전주                 | 전주고 - 한국외국어대 서반아어과   | 방송위원회 위원&연합뉴스 사장                                                   |
| 9대  | 정순균(鄭順均)     | 2006년 5월 12일 ~ 2008년 4월 14일  | 전남 순천                 | 고려대 정치외교학과                | 국정홍보처장, 현 서울특별시 강남구청장                                          |
| 10대 | 양휘부(梁輝夫)     | 2008년 6월 16일 ~ 2011년 7월 13일  | 경남 부산(현 경남과 분리) | 고려대 정치외교학과                | 방송위원회 상임위원&한국케이블TV방송협회장                                      |
| 11대 | 이원창(李元昌)     | 2011년 7월 13일 ~ 2012년 5월 22일  | 전북 전주                 | 고려대 정치외교학과                | 제16대 국회의원                                                                 |

## 사건·사고 및 논란

### 광고영업독점 논란
한국방송광고공사는 설립 이후부터 대한민국의 광고 영업을 독점하고 있었는데 이는 방송사의 자발성에 의해서 맡겨진 것이 아닌 1980년에 전두환의 신군부가 제정한 언론기본법에 의해 강제로 시행된 것이기에 논란이 있었다. 이 법이 제정되기 이전에는 방송사가 자체 내에 영업부서를 운영하여 광고시간을 판매하여 왔다. 단, 인쇄매체의 경우는 현재까지도 자체 내의 영업부가 광고지면을 판매하고 있다. 현재 KBS, MBC, EBS등은 한국방송광고진흥공사에 방송광고영업을 위탁하고 있으며, SBS는 자사 미디어렙인 SBS 미디어 크리에이트에 방송광고영업을 위탁하고 있다.

### OBS 광고판매 불허 논란
OBS에 광고판매를 하지 않아 빈사 상태로 만들었다는 논란이 일었다. 2008년 11월 26일 헌법재판소가 한국방송광고진흥공사의 방송광고 판매대행 독점이 헌법불합치라는 판결을 내려 광고시장에 후폭풍이 일 것으로 예상되었다.

### 이원창 신임사장 막말 논란
2011년 7월 18일 오전 11시께 이원창 사장은 전국언론노동조합 코바코지부 조합원들의 출근 저지 집회로 출근이 무산되자, 계단에 앉아 조합원들의 자유 발언을 듣는 과정에서 사진촬영을 하는 이기범 전국언론노동조합 언론노보 사진기자에게 막말을 했다. 현장에서는 전국언론노동조합 한국방송광고공사지부 조합원 130여명이 사무실이 있는 언론재단 건물 앞에서 3일째 이원창 사장 출근 저지 집회를 하고 있었다.
현장에 있던 전국언론노동조합 코바코지부 조합원들은 이원창 사장이 이기범 사진기자에게 ‘몇 번을 찍어, 그만 찍어’, ‘몇 시간을 찍어, 인마’ ‘한 두장 찍고 가는 거다’ 라고 큰 소리를 쳤다고 전했다.

## 같이 보기
- 한국방송광고진흥공사
- 한국방송공사
- 방송통신위원회